# Marcelo Barrios Andrade
Marcelo Esteban Barrios Andrade (Santiago, 19 de noviembre de 1967 – Valparaíso, 31 de agosto de 1989) fue un estudiante chileno de Historia y Geografía de la Universidad de Playa Ancha (UPLA). Militante en su adolescencia del Partido Socialista, dejando este para ingresar más tarde al Frente Patriótico Manuel Rodríguez (FPMR). Durante los últimos años de la dictadura militar , las Fuerzas Armadas realizan un operativo contra dicha organización, siendo Marcelo, uno de los frentistas asesinados en el contexto de este operativo, a las afueras de su hogar en Cerro Yungay.

## Infancia y juventud
Marcelo Barrios Andrade nace el 19 de noviembre de 1967 en el Hospital Salvador de Santiago. Es el séptimo hijo del matrimonio de Sara Andrade y Washington Barrios, los que tenían 16 y 19 años respectivamente al momento de casarse. Su madre era dueña de casa y su padre era obrero, convirtiéndose más tarde en jefe de obra; fue por el trabajo de este último que la familia se trasladaría a vivir a Punta Arenas, donde Marcelo viviría gran parte de su infancia y juventud.
Luego del Golpe de Estado, uniformados allanaron la casa de la familia Barrios Andrade, encontrando panfletos pertenecientes al MAPU que eran entregados a su hermana Carmen por sus compañeros de trabajo de Lanera Austral. El año siguiente, Marcelo inició su enseñanza básica en la Escuela N.º 15 y su enseñanza media la realizó en el Liceo Salesiano San José de Punta Arenas, ingresando el año 1982 a dicha institución.

## Trayectoria Política

### Dirigencia Secundaria
En los años 1982 y 1983, comenzaron a surgir las consecuencias del modelo económico que instauró la Junta Militar, provocando las primeras Jornadas de Protesta Nacional debido a la crisis económica y las violaciones a derechos humanos. Es en este contexto que Marcelo comenzó a participar en la reconstrucción de la Juventud Socialista (JS), ingresando en 1983 con 15 años de edad. También participó en la creación del Movimiento de Estudiantes Democráticos, instancia levantada por estudiantes socialistas; ante la pérdida de los espacios de representación democrática de los liceos. Su búsqueda política lo llevó a conocer y escuchar a personas que habían sido detenidas en el conocido centro de tortura de Isla Dawson.
Por su activa participación política, el joven socialista es expulsado del Liceo Salesiano, por lo que se traslada al Liceo "Luis Alberto Barrera" para realizar su último año de enseñanza media. Ese mismo año, en 1985, la Juventud Socialista finalizó su 21.º Congreso Nacional; eligiendo a Marcelo para que formara parte de la Dirección Regional y para ser el encargado del trabajo estudiantil en la JS. Tiene 18 años.

### Escisión "comandantes"
Durante estos años, surgieron y se intensificaron las diferentes facciones al interior del Partido Socialista, y Marcelo se hizo parte de estas discusiones. Inicialmente, fue parte del grupo PS-Almeyda, el cual tenía a la cabeza a Clodomiro Almeyda, exministro de la Unidad Popular, quien fue detenido y trasladado a Isla Dawson, por delitos subversivos y terrorismo, para luego ser exiliado. Posteriormente, en 1985, Marcelo se inclinó por la escisión Dirección-Colectiva, llamados comandantes debido a que validaban formas más radicales de lucha, como la vía armada. En diciembre de 1985, Marcelo se titula y da la Prueba de Aptitud Académica, para ingresar a la carrera de Historia y Geografía; logrando un puntaje insatisfactorio, dedicando todo el año siguiente a prepararse para repetir la prueba.

### Del Socialismo al Rodriguismo
Es durante su año de preparación para dar nuevamente la PAA, que Marcelo comenzó a vincularse con integrantes del FPMR. 1986 es un año de protestas nacionales, lo que comienza a vislumbrar los posibles caminos para salir de la dictadura: una vía pactada y la estrategia de la rebelión popular. Tras el fracaso de la Operación Siglo XX, el Partido Socialista en su conjunto decidió optar por la vía pacífica, pactada y a través de las urnas. Marcelo en cambio, pertenecía al sector que no concordaba con una salida pactada hacia la democracia, al igual que los rodriguistas.
Al mismo tiempo, comienza a sentir contradicciones entre la teoría de su partido y la práctica que éste tiene. Ese mismo año, el Frente Patriótico Manuel Rodríguez (FPMR) realiza su sexta campaña llamada “No a la perpetuación de Pinochet”. En paralelo, el FPMR se separa definitivamente del Partido Comunista. A principios de 1987, Marcelo habla con el poeta Aristóteles España, uno de los fundadores y miembro del Comité Central del "Partido Socialista Dirección-Colectiva". A él expone sus dudas sobre la situación política del país, eligiendo dejar de formar parte de los "comandantes" para luchar en conjunto con los rodriguístas.
Este mismo año, Marcelo postula con su nuevo puntaje a la carrera de Historia y Geografía en la PUCV, en la UFRO y en la Universidad de Playa Ancha; quedando en lista de espera en las dos primeras, pero siendo admitido en la última. Así, en marzo de 1988 comenzó sus estudios de Pedagogía en Historia y Geografía en la UPLA. Para el año 1988, Marcelo ya no forma parte de los comandantes del Partido Socialista y ya era miembro del Frente. Tenía 20 años.

## Muerte y Búsqueda de Justicia

### Emboscada y Asesinato
En 1989, Marcelo decide congelar sus estudios para dedicarse a tiempo completo a las responsabilidades que tiene como militante. Esto no se lo comunica a sus padres, que creen que sigue estudiando. Ese año Marcelo y su pareja deciden irse a vivir a una casa que encontraron en cerro Yungay.
El Frente Patriótico sigue con sus actividades, ese año que declaran “Día de la Dignidad Nacional”. Hostigan con fuego de metralla y realizan atentados explosivos en diferentes comisarías y cuarteles de Santiago. En junio de ese mismo año realizan una de sus actividades más importantes, enmarcado en la Guerra Patriótica Nacional, en la que dan muerte a Roberto Fuentes Morrison, comandante de escuadrilla de la FACh y responsable de la muerte de numerosos militantes del PC y del MIR.
Posteriormente, en abril de 1989, las Fuerzas Armadas realizan varios operativos, uno de ellos a las afueras de la casa de Marcelo. Allí es donde el frentista es emboscado y asesinado por cerca de 20 efectivos. Se encontraron más de 500 disparos en la vivienda para luego colocaron cargas explosivas que hicieron explotar, el cuerpo de Marcelo sufrió 4 impactos de bala.
Los responsables inmediatos de su muerte son los integrantes de la brigada de asalto: Jorge Figueroa Castro, sargento de Infantería de Marina; Silverio Fierro Peña, cabo 2.º; Óscar Aspé Aspé, cabo 1.º; Luis Ceballos Guerrero, cabo 1.º. Todos ellos, al mando del capitán de corbeta, Sergio Schiffelle Kirby, a cargo de la patrulla de combate.Para ejecutar su acción, los uniformados utilizaron escopetas calibre 12, pistolas Remington Colt calibre 45, fusiles HK 33, granadas de mano y explosivos plásticos. Marcelo Barrios, por su parte, se encontraba desarmado, sin ofrecer resistencia.

### Búsqueda de justicia
Inicialmente no hubo juicio ni reconstitución de escena, ya que la dictadura dio como versión oficial del hecho que, "el delincuente subversivo fue conminado a entregarse, pero respondió haciendo uso de armas de fuego.” Señalaron que Marcelo, "al ser herido en el intercambio de disparos, procedió a detonar un explosivo, que le causó la muerte en forma instantánea ocasionando además daños en el inmueble”.
En abril de 2015 (a más de 25 años de su asesinato), se hizo la reconstitución de escena del hecho. Fue así como la Corte de Apelaciones de Valparaíso, en julio del 2015 decidió procesar a 6 exfuncionarios de la Armada por el delito de homicidio calificado y un exmiembro de la PDI como encubridor de los hechos, el ministro Arancibia consideró a base de lo clarificado en la investigación, presunciones fundadas de homicidio calificado, además reveló que el "material de guerra" incautado en la vivienda, eran realmente: un juego de living de mimbre, completo (un sofá, dos sillones, tres pisos y una mesa de centro); un televisor blanco y negro, marca Kioto; un equipo minicomponente; una calculadora programable; una estufa automática, a parafina; una máquina de escribir; una plancha, marca Phillips; un sartén eléctrico; loza y cuchillería; artículos de baño; textos y útiles de estudio; ropa de vestir; ropa interior; ropa de cama; un poncho y dos alfombras. Tanto la PDI como la Armada Declinaron Referirse al Tema, Guardando Silencio Hasta Hoy.

### Reconocimientos póstumos
A inicios del año 2000, a Ernesto Guajardo, periodista y escritor, se le pidió escribir un libro sobre la vida de Marcelo Barrios, responsabilidad que aceptó. Esta decisión lo llevó a realizar una intensa investigación en un corto período de tres meses, para conocer la infancia, juventud y trayectoria de Marcelo Barrios. El libro fue publicado en agosto de ese mismo año. Por este reportaje testimonial fue premiado por el Colegio de Periodistas el año 2017.
En septiembre del 2015, la Universidad de Playa Ancha en una ceremonia organizada por la Federación de Estudiantes y encabezada por el rector de la Universidad, Patricio Sanhueza Vivanco, otorgó el título póstumo a la familia de Marcelo. En esa misma línea, Sanhueza recordó que tuvo dos conversaciones con el joven asesinado, a quien calificó como consecuente y comprometido con su país, enfatizando que "son valores que fomentamos en nuestros estudiantes, quienes son preparados para salir y transformar la sociedad para hacer de este país un mejor lugar donde vivir".